# James Storm
„Cowboy“ James Storm (* 1. Juni 1977 als James Allan Cox in Franklin, Tennessee) ist ein US-amerikanischer Wrestler. Derzeit ist er bei Impact Wrestling aktiv.

## Sportlicher Hintergrund
Während seiner High-School-Zeit war Cox neben seiner Tätigkeit als Amateur-Wrestler auch ein talentierter Basketball-Spieler. Auf ein Stipendium musst er aufgrund einer Verletzung verzichten.

## Wrestlingkarriere

### Anfänge
1995 begann Cox, für eine professionelle Wrestling-Karriere zu trainieren. 1997 gab er sein Debüt und war in der nächsten Zeit für Independent-Ligen im Südosten der USA aktiv. 2000 unterzeichnete er einen Vertrag bei World Championship Wrestling und war dort, bis zur Übernahme der WCW durch die World Wrestling Federation im März 2001, unter dem Namen James Storm tätig.

### Total Nonstop Action Wrestling (2002–2015)
2004 begann er für Total Nonstop Action Wrestling (kurz TNAW) zu arbeiten. Man verpasste Cox ein Cowboy-Gimmick und steckte ihn in einen Tag Team mit Chris Harris, das fortan unter dem Namen America’s Most Wanted zu sehen war. Das Team sollte, mit sechs Gewinnen des NWA World Tag Team Championships, eines der erfolgreichsten in der Geschichte TNA's werden. Zusätzlich gewann Cox noch ein weiteres Mal den Tag Team Championship zusammen mit Christopher Daniels und zweimal den inoffiziellen TNA Drinking Championship. Seit dem 12. Juni 2008 bildete er mit Robert Roode das Tag Team Beer Money, Inc. Am 10. August 2008 gewann Cox gemeinsam mit Roode den TNA World Tag Team Championship von LAX, bestehend aus Hernandez und Homicide. Die Titel verloren sie am 16. Dezember des gleichen Jahres an Jay Lethal und Consequences Creed, gewannen sie aber am 11. Januar 2009 von selbigen bei Genesis zurück. Am 19. April 2009 bei Lockdown verlor Cox den Titel an Team 3D, gewann diesen aber mit Roode am 21. Juni bei Slammiversary zurück. Der erneute Verlust erfolgte am 19. Juli 2009 an Booker T und Scott Steiner. Am 9. Januar 2011 besiegte Cox mit seinem Partner bei Genesis die Motor City Machine Guns (Alex Shelley und Chris Sabin). Bei den TV-Tapings zu Impact Wrestling am 9. August 2011 verloren Cox und Roode die Titel an Mexican America (Anarquia & Hernandez). Dies war die längste TNA Tag Team-Titelregentschaft. Nebenbei war er seit dem 17. Juni 2010 Mitglied der Gruppierung Fortune.
Am 18. Oktober 2011 gewann er bei den Aufzeichnungen zu Impact Wrestling den TNA World Heavyweight Championtitel von Kurt Angle, verlor ihn jedoch eine Woche später an seinen Tag-Team-Partner Bobby Roode, was das Ende von Beer Money bedeutete. Bei Slammiversary XI gewann Cox zusammen mit Gunner zum fünften Mal die TNA World Tag Championship. Den Titel gaben sie bei Bound for Glory am 20. Oktober 2013 an The BroMans (Jessie Godderz & Robbie E) ab.

### WWE (2015)
Am 22. Oktober 2015 debütierte Cox bei WWE NXT und gewann sein erstes NXT Match gegen Danny Burch.

### Total Nonstop Action Wrestling (seit 2016)
Im Januar 2016 wechselt Cox wieder zu TNA.

## Wrestlingerfolge
Total Nonstop Action Wrestling

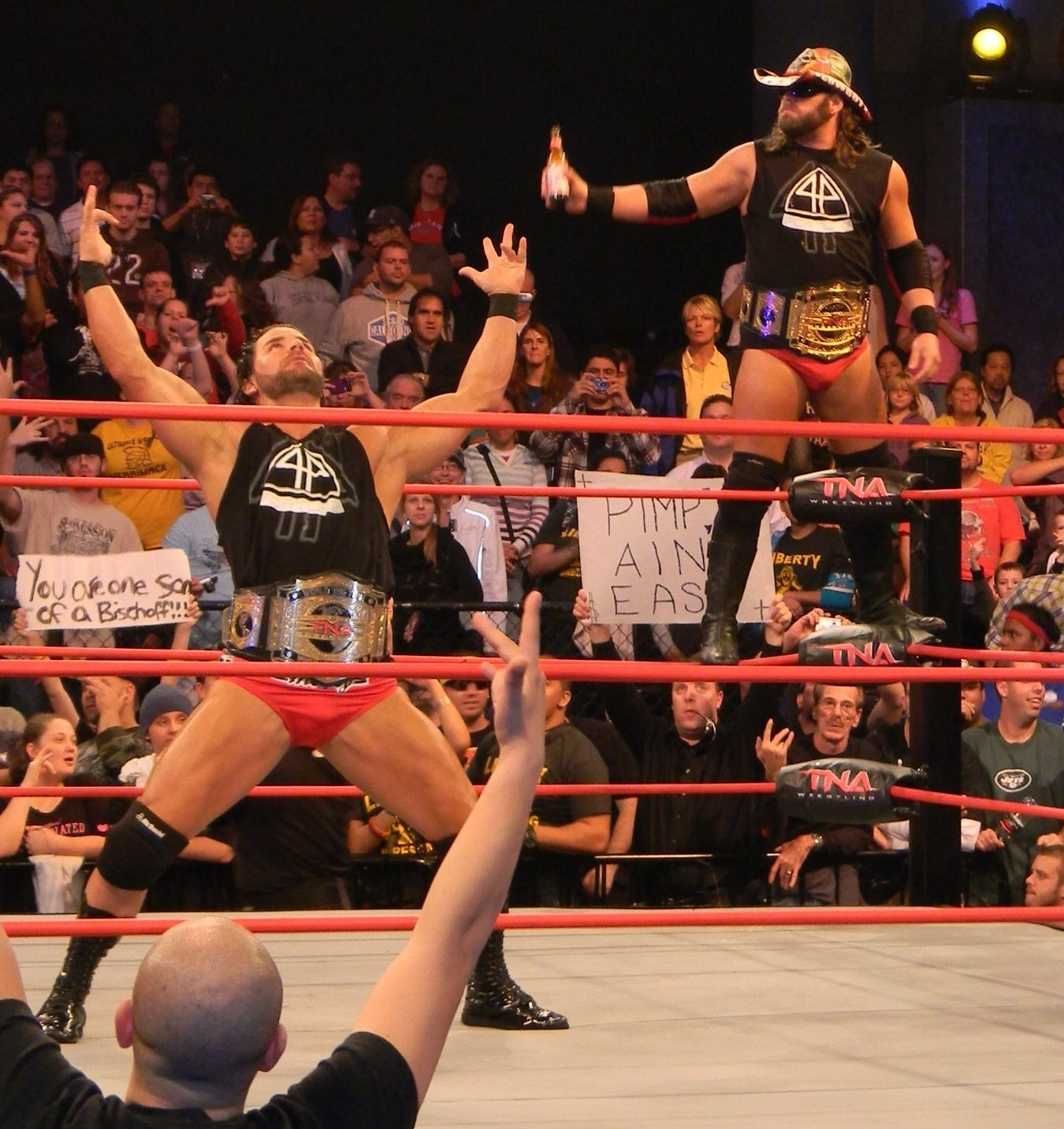
Beer Money Inc. als TNA World Tag Team Champions (2011).

- 1× TNA World Heavyweight Champion
- 7× TNA World Tag Team Champion – (5× mit Robert Roode, 1× mit Gunner, 1× mit Abyss)
- 7× NWA World Tag Team Champion – (6× mit Chris Harris, 1× mit Christopher Daniels)
- 1× TNA King of the Mountain Champion
- 1× Feast or Fired Case 3 Sieger (2016)

World Wrestling Council
- 1× WWC World Tag Team Champion – (mit Cassidy Riley)

Westside Xtreme Wrestling
- 1× wXw World Tag Team Champion – (Mike Schwarz)

Frontier Elite Wrestling
- 1× FEW Tag Team Champion – (mit Chris Harris)

Pro Wrestling Illustrated
- PWI Top 500 Ranking 2017: Platz 101